# マイケル・ジャクソン:アルティメット・コレクション
『アルティメット・コレクション』は、アメリカ合衆国のミュージシャン、マイケル・ジャクソンの限定ボックス・セットである。2004年12月15日に発売された。

## 解説
CD4枚とライブDVDで構成されている。なお、DVD（ライヴ・イン・ブカレスト）は後に単独でも発売されている。
時代順に曲が並んでいる上に曲数も57曲（日本盤62曲）と多いため、たとえマイケルの事をあまり知らない人であっても、これ一つでキャリアの大まかな流れを追えるようになっている。未発表曲が9曲あり、その他にもレア音源、初発表のデモなども多く、マイケルやジャクソン5、ザ・ジャクソンズのCD・レコードのほとんどを手に入れている人にも新しい驚きを与えたアルバムである。牛革のケースにCD・DVDが収まっており、手に取るだけで豪華な感じを醸し出すようになっている。

## 日本盤の収録曲

### Disc1
1. 帰ってほしいの（ジャクソン5）
2. ABC（ジャクソン5）
3. アイル・ビー・ゼア（ジャクソン5）
4. ガット・トゥ・ビー・ゼア
5. ボクはキミのマスコット
6. ベンのテーマ
7. ダンシング・マシーン（ジャクソン5）
8. 僕はゴキゲン（ジャクソンズ）
9. イーズ・オン・ダウン・ザ・ロード
ダイアナ・ロスとデュエット。
10. ユー・キャント・ウイン
11. 今夜はブギー・ナイト（ジャクソンズ）（日本盤のみ）
12. シェイク・ア・ボディ（デモ）（ジャクソンズ）
13. シェイク・ユア・ボディ（ジャクソンズ）
14. 今夜はドント・ストップ
15. ロック・ウィズ・ユー
16. オフ・ザ・ウォール
17. あの娘が消えた
18. サンセット・ドライバー
19. マイ・ラブリー・ワン（ジャクソンズ）
20. ハートブレイク・ホテル（ジャクソンズ）

### Disc2
1. スタート・サムシング
2. ガール・イズ・マイン
3. スリラー
4. 今夜はビート・イット
5. ビリー・ジーン
6. ヒューマン・ネイチャー（日本盤のみ）
7. P.Y.T.（デモ）
8. サムワン・イン・ザ・ダーク
9. ステイト・オブ・ショック（ジャクソンズ）
ミック・ジャガーとデュエット。
10. スケアード・オブ・ザ・ムーン
11. ウィ・アー・ザ・ワールド（デモ）
12. ウィ・アー・ヒア・トゥ・チェンジ・ザ・ワールド （『キャプテンEO』より）

### Disc3
1. バッド
2. ザ・ウェイ・ユー・メイク・ミー・フィール
3. アナザー・パート・オブ・ミー（日本盤のみ）
4. マン・イン・ザ・ミラー
5. キャント・ストップ・ラヴィング・ユー
6. ダーティー・ダイアナ
7. スムーズ・クリミナル
8. チーター
9. デンジャラス（アーリー・デモ）
10. モンキー・ビジネス
11. ジャム
12. リメンバー・ザ・タイム
13. ヒール・ザ・ワールド（日本盤のみ）
14. ブラック・オア・ホワイト
15. フー・イズ・イット (IHS Mix)

### Disc4
1. サムワン・プット・ユア・ハンド・アウト（インターナショナル版ではDisc3に収録されている楽曲）
2. ユー・アー・ナット・アローン
3. ストレンジャー・イン・モスクワ
4. チャイルドフッド
5. オン・ザ・ライン
6. ブラッド・オン・ザ・ダンス・フロア
7. フォール・アゲイン
8. イン・ザ・バック
9. アンブレイカブル
10. ユー・ロック・マイ・ワールド
11. バタフライズ
12. ワン・モア・チャンス（日本盤のみ）
13. ビューティフル・ガール
14. ザ・ウェイ・ユー・ラブ・ミー
15. ウィーブ・ハド・イナフ

### Disc5
- マイケル・ジャクソン・ライヴ・イン・ブカレスト
デンジャラス・ツアーの模様を収録。